# Cataegis meroglypta
Cataegis meroglypta is een slakkensoort uit de familie van de Cataegidae. De wetenschappelijke naam van de soort is voor het eerst geldig gepubliceerd in 1987 door James Hamilton McLean en James F. Quinn Jr.